# Eiskunstlauf-Weltmeisterschaften 1913
Die 18. Eiskunstlauf-Weltmeisterschaften fanden für die Damen- und Paarkonkurrenz am 10. und 11. Februar 1913 in Stockholm (Schweden) und für die Herrenkonkurrenz am 23. Februar 1913 in Wien (Cisleithanien) auf der Sportplatz Engelmann statt.

## Ergebnisse

### Herren
| Platz | Sportler          | Land            |
| ----- | ----------------- | --------------- |
| 1     | Fritz Kachler     | Österreich      |
| 2     | Willy Böckl       | Österreich      |
| 3     | Andor Szende      | Ungarn          |
| 4     | Iwan Malinin      | Russland        |
| 5     | Ernst Oppacher    | Österreich      |
| 6     | Harald Rooth      | Schweden        |
| 7     | Werner Rittberger | Deutsches Reich |
| 8     | Paul Metzner      | Deutsches Reich |

Punktrichter waren:
- Eduard Engelmann  Österreich
- Ludwig Fänner  Österreich
- Eugen Minich  Ungarn
- Otto Petterson  Schweden
- P. Weryho  Russland

### Damen
| Platz | Sportlerin              | Land                    |
| ----- | ----------------------- | ----------------------- |
| 1     | Opika von Méray Horváth | Ungarn                  |
| 2     | Phyllis Johnson         | Vereinigtes Königreich  |
| 3     | Svea Norén              | Schweden                |
| 4     | Grete Strasilla         | Deutsches Reich         |
| 5     | Anna Lisa Allardt       | Großfürstentum Finnland |
| 6     | Magda Julin             | Schweden                |
| 7     | Thea Frenssen           | Deutsches Reich         |
| 8     | Ursula Blackwood        | Vereinigtes Königreich  |

Punktrichter waren:
- Josef Fellner  Österreich
- Otto Petterson  Schweden
- Louis Magnus  Frankreich
- Eugen Minich  Ungarn
- Walter Jakobsson  Großfürstentum Finnland

### Paare
| Platz | Sportler                              | Land                    |
| ----- | ------------------------------------- | ----------------------- |
| 1     | Helene Engelmann / Karl Mejstrik      | Österreich              |
| 2     | Ludowika Jakobsson / Walter Jakobsson | Großfürstentum Finnland |
| 3     | Christa von Szabó / Leo Horwitz       | Österreich              |
| 4     | Alexia Schøien / Yngvar Bryn          | Norwegen                |
| 5     | Elly Svensson / Per Thorén            | Schweden                |
| 6     | Helfrid Palm / Agard Palm             | Schweden                |
| 7     | Mrs. Cadogan / Arthur Cumming         | Vereinigtes Königreich  |

Punktrichter waren:
- Josef Feller  Österreich
- Eugen Minich  Ungarn
- A. Anderberg  Schweden
- Otto Petterson  Schweden
- Louis Magnus  Frankreich

## Medaillenspiegel
| Platz | Land                    | Gold | Silber | Bronze | Gesamt |
| ----- | ----------------------- | ---- | ------ | ------ | ------ |
| 1     | Österreich              | 2    | 1      | 1      | 4      |
| 2     | Ungarn                  | 1    | –      | 1      | 2      |
| 3     | Großfürstentum Finnland | –    | 1      | –      | 1      |
| 3     | Vereinigtes Königreich  | –    | 1      | –      | 1      |
| 5     | Schweden                | –    | –      | 1      | 1      |